# Tuleariocaris zanzibarica
Tuleariocaris zanzibarica är en kräftdjursart som beskrevs av Bruce 1967. Tuleariocaris zanzibarica ingår i släktet Tuleariocaris och familjen Palaemonidae. Inga underarter finns listade i Catalogue of Life.